# 黑孔蛇鰻
黑孔蛇鰻，為輻鰭魚綱鰻鱺目糯鰻亞目蛇鰻科的其中一種，分布於西大西洋的美國佛羅里達州東部及巴哈馬群島海域，棲息深度可達458公尺，體長可達70公分，棲息在底層水域，屬肉食性，生活習性不明。

## 擴展閱讀
維基物種上的相關：黑孔蛇鰻